# Francisco Ribalta

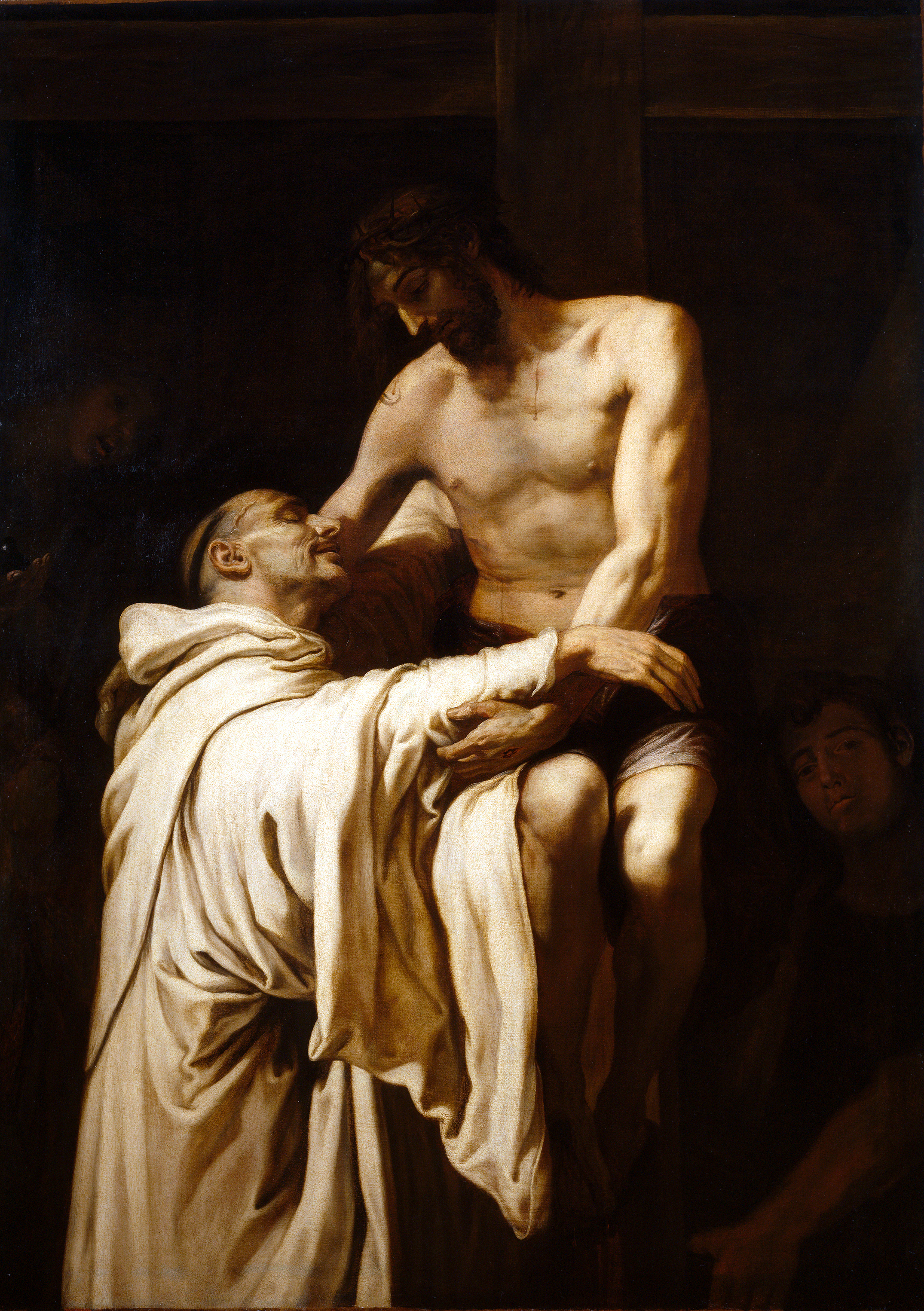
Francisco Ribalta, Chrystus ze św. Bernardem (1625–1627)

Francisco de Ribalta (ur. 2 czerwca 1565 w Solsona, zm. 13 stycznia 1628 w Walencji) – hiszpański malarz okresu baroku, caravaggionista.
Inspirował się sztuką Rafaela, Annibale Carracciego, Correggia i przede wszystkim Caravaggia. W l. 1601-17 namalował cykl obrazów do Colegio del Patriarcado w Walencji, utrzymanych w konwencji włoskiego manieryzmu. Jego specjalnością były okrutne sceny męczeństwa, w których z mrocznego tła wyłaniają się postacie kształtowane ostrym światłem.
Jego uczniami byli: Gregorio Bausa, Jose de Ribera oraz syn Juan Ribalta – utalentowany caravaggionista.

## Dzieła
- Apostołowie u grobu Chrystusa (ok. 1696) – St. Petersburg, Ermitaż,
- Chrystus ze św. Bernardem (1625-27) – Madryt, Prado,
- Chrystus przybijany do krzyża (1582) – St. Petersburg, Ermitaż,
- Czterej Ewangeliści (1625-27) – Walencja, Porta Coeli Betera,
- Koronacja Marii (1625-27) – Walencja, Porta Coeli Betera,
- Męczeństwo św. Katarzyny (1600-1602) – St. Petersburg, Ermitaż,
- Św. Franciszek pocieszany przez muzykującego anioła (1620) – Madryt, Prado,
- Wizja ojca Simona (1612) – Londyn, National Gallery.